# Keti
Keti ou Qeti (en arménien Քեթի) est une communauté rurale du marz de Shirak en Arménie. En 2008, elle compte 1 099 habitants.